# Heptacarpus cristata
Heptacarpus cristata är en kräftdjursart. Heptacarpus cristata ingår i släktet Heptacarpus och familjen Hippolytidae. Inga underarter finns listade i Catalogue of Life.